# Bomb the Music Industry!
Bomb the Music Industry! ist eine Skacore-Band aus Long Island, New York. Sie nimmt ihre Musik in Eigenproduktion auf und verbreitet sie kostenlos übers Internet. Gleichzeitig existieren von einigen Alben Schallplatten- und CD-Ausgaben.

## Bandgeschichte
Bomb the Music Industry! wurde Ende 2004 von Jeff Rosenstock mit anderen Mitgliedern seiner Band The Arrogant Sons of Bitches gegründet. Das Debütalbum Album Minus Band erschien im Februar 2005, To Leave or Die in Long Island folgte im Oktober. Im Juni 2006 erschien mit Goodbye Cool World bereits das dritte Album der Band. Ab 2006 wurden alle ihre Alben auf der Webseite www.quoteunquoterecords.com veröffentlicht und im Herbst desselben Jahres spielte  Bomb The Music Industry! eine Tournee mit Mustard Plug und Against All Authority. Asbestos Records veröffentlichte die Alben der Band auf Schallplatte. 
Im Frühling 2007 unterschrieb Bomb The Music Industry! einen Plattenvertrag mit dem kalifornischen Do-It-Yourself-Label Asian Man Records. Das Album Get Warmer erschien trotzdem auch kostenlos auf der Website im Juli 2007. Am 4. Oktober 2008 begann die Band mit den Studioaufnahmen für das Album „Scrambles“, das zunächst für den 20. Januar 2009 angekündigt wurde und am 15. Februar 2009 erschien.
Am 7. Mai 2009 veröffentlichten sie Others! Others! Volume 1, welches eine Sammlung einzelner Lieder ist, die es in kein anderes über das Internet veröffentlichtes Album schafften. Am 8. Oktober 2009 präsentierten sie ihr erstes Musikvideo zum Song Wednesday Night Drinkball und nur 23 Tage später brachten sie eine Split-Ep mit der Band Laura Stevenson and the Cans heraus. Am 8. Februar 2010 erschien die Ep Adults!!!: Smart!!! Shithammered!!! And Excited by Nothing!!!!!!!, die in nur fünf Tagen aufgenommen, gemischt und veröffentlicht wurde.
Im Jahr 2012 kündigte die Band eine unbefristete Pause an und erklärte, dass ihre US-Tour im Sommer wahrscheinlich ihre letzte sein würde. Nach einer internationalen Abschiedstournee im Jahr 2013 spielte die Band am 19. Januar 2014 ihr letztes Konzert in Brooklyn.

## Stil

### Allgemein
Der Multiinstrumentalist Rosenstock ist Hauptsongwriter und Bandleader. Die Besetzung für Konzerte und Aufnahmen, die größtenteils mit einem Homecomputer gemacht wurden, wechselt häufig – auf Konzerten dürfen sogar Zuschauer mitspielen, wenn sie ihr eigenes Instrument mitbringen. Der Name nimmt Bezug zum Begriff „Bombing“, der aus der Graffiti-Szene stammt. Da Rosenstock kein Geld für das Pressen von CDs und das Bedrucken von T-Shirts ausgeben wollte, veröffentlichte er seine Musik kostenlos auf der Website. „Offizielle“ Band-Shirts werden auf Konzerten mit Stiften angefertigt.

### Musik
Bomb the Music Industry! spielt eine Mischung aus Ska und Punk. Sie werden oft mit Bands vorheriger Ska-Wellen wie Blue Meanies, Fishbone oder Big D and the Kids Table verglichen, da all diese Bands unterschiedliche Stile und experimentelle Effekte mit dem üblichen Ska ihrer jeweiligen Ära vermischten. BTMI! hat außerdem Gemeinsamkeiten mit gängigen Ska-Punk-Bands wie Catch 22. Laut Rosenstock sind die Songs außerdem stark von Bands wie Harvey Danger und Neutral Milk Hotel beeinflusst.

## Diskografie
| Release-Datum | Titel                                                                     | Label                                                                          |
| 2005          | Album Minus Band                                                          | Quote Unquote Records(Digital) / Asbestos Records (Vinyl)                      |
| 2005          | To Leave or Die in Long Island                                            | Quote Unquote Records (Digital) / Asbestos Records (Vinyl)                     |
| 2006          | President's Day Split 7"                                                  | Asbestos Records                                                               |
| 2006          | Goodbye Cool World!                                                       | Quote Unquote Records (Digital) / Asbestos Records (Vinyl)                     |
| 2007          | Get Warmer                                                                | Quote Unquote Records (Digital) / Asian Man Records (CD/Vinyl)                 |
| 2007          | O Pioneers! Split 10″                                                     | Quote Unquote Records (Digital) / Team Science (CD) / Asbestos Records (Vinyl) |
| 2008          | Mustard Plug Split 7″                                                     |                                                                                |
| 2009          | Scrambles                                                                 |                                                                                |
| 2010          | Adults!!!... Smart!!! Shithammered!!! And Excited By Nothing!!!!!! (2010) | Quote Unquote Records (Digital)                                                |
| 2011          | Vacation                                                                  | Quote Unquote Records (Digital)                                                |